# Liste des députés fédéraux canadiens - Y
Cet article contient la liste des députés actuels et anciens à la Chambre des communes du Canada dont le nom commence par la lettre Y.
En plus du prénom et du nom du député, la liste contient :
- le parti que le député représentait lors de son élection ;
- le comté et la province où il fut élu.

## Y
- Val Yacula, progressiste-conservateur, Springfield, Manitoba
- Antonio Yanakis, libéral, Berthier—Maskinongé—de Lanaudière, Québec
- Lynne Yelich, Alliance canadienne, Blackstrap, Saskatchewan
- James Yeo, libéral, Prince (Comté de), Île-du-Prince-Édouard
- John Yeo, libéral, Prince-Est, Île-du-Prince-Édouard
- Paul Yewchuk, progressiste-conservateur, Athabaska, Alberta
- Alexander MacGillivray Young, libéral, Saskatoon, Saskatchewan
- Edward James Young, libéral, Weyburn, Saskatchewan
- James Young, libéral, Waterloo-Sud, Ontario
- John Young, libéral, Montréal-Ouest, Québec
- M. Douglas Young, libéral, Gloucester, Nouveau-Brunswick
- Neil Young, Nouveau Parti démocratique, Beaches, Ontario
- Newton Manly Young, conservateur, Toronto-Nord-Est, Ontario
- Rodney Young, CCF, Vancouver-Centre, Colombie-Britannique
- Roger Carl Young, libéral, Niagara Falls, Ontario
- Charles Yuill, Crédit social, Jasper—Edson, Alberta
- William J. Yurko, progressiste-conservateur, Edmonton-Est, Alberta